# Tricalysia aciculiflora
Tricalysia aciculiflora là một loài thực vật có hoa trong họ Thiến thảo. Loài này được Robbr. miêu tả khoa học đầu tiên năm 1982.